# Ectropis fraudulenta
Ectropis fraudulenta är en fjärilsart som beskrevs av Antonius Johannes Theodorus Janse 1932. Ectropis fraudulenta ingår i släktet Ectropis och familjen mätare. Inga underarter finns listade i Catalogue of Life.